# Eugene Russo
Eugene Russo (...) è un ex tennista australiano.

## Carriera
Nei tornei del Grande Slam ha ottenuto il suo miglior risultato raggiungendo i quarti di finale di doppio a Wimbledon nel 1973, in coppia con il connazionale Chris Kachel.